# Menasumakki, Sakleshpur
Menasumakki là một làng thuộc tehsil Sakleshpur, huyện Hassan, bang Karnataka, Ấn Độ.